# Kunduz (provincie)
Kunduz, uitgesproken en ook wel geschreven als Koendoez (Perzisch: كندوز), is een van de 34 provincies van Afghanistan. In het noorden grenst de provincie aan Tadzjikistan. De hoofdstad is Kunduz, gelegen in het gelijknamige district.

## Bestuur
De provincie Kunduz is onderverdeeld in 7 districten:
- Aliabad
- Archi
- Chahar Dara
- Imam Sahib
- Khanabad
- Kunduz
- Qalay-I-Zal

Aan het hoofd van het provinciebestuur staat een gouverneur, die door de president benoemd wordt. Van 2004 tot zijn dood in 2010 was dat Mohammad Omar. Omar werd op 8 oktober 2010 gedood bij een bomaanslag in Taloqan, de hoofdstad van de provincie Tachar. De taak wordt nu waargenomen door Jegdalek.
Ook op het niveau van districten wordt het bestuur geleid door een gouverneur. De gouverneur van Chahar Dara kwam in februari 2011 om bij een zelfmoordaanslag.

## Bevolking
Kunduz is een rurale provincie: 69% van de bevolking woont op het platteland. De stad Kunduz is de enige grote stad in de provincie.
De grootste etnische groepen zijn Pasjtoen (Pathanen) en Tadzjieken, gevolgd door Oezbeken, Hazara en Turkmenen. Er verblijft ook een groep nomadische Kuchis, waarvan de groepsomvang met het seizoen varieert tussen 88.000 (winter) en 45.000 (zomer).
Ongeveer 90% van de inwoners spreekt Dari en Oezbeeks. Zo'n 8% spreekt Turkmeens.

### Economie
Op het platteland verdient men een inkomen met de verbouw van katoen, tarwe, rijst, watermeloen en maïs. Vóór de Sovjetinval in 1979 was Kunduz door de katoenteelt de rijkste provincie van Afghanistan.
Er is veel kleinschalige veeteelt, vooral schapen, runderen en pluimvee. Verder wordt er illegaal slaapbol geteeld, een papaversoort.